# Giordano Bruno
Pour les articles homonymes, voir Bruno.
Ne doit pas être confondu avec le footballeur italien Bruno Giordano.
Filippo Bruno dit Giordano Bruno, né en janvier 1548 à Nola (Royaume de Sicile) et mort le 17 février 1600 à Rome, est un frère dominicain, théologien, philosophe,,,, mathématicien, astronome et occultiste napolitain. Poursuivant les travaux de Nicolas de Cues et de Nicolas Copernic, il développe une théorie de l'héliocentrisme et tente de démontrer, de manière philosophique, l'existence d'un univers infini dépourvu de centre comme de circonférence, peuplé d'une « quantité innombrable d'astres et de mondes identiques au nôtre ».
Arrêté par l’Inquisition à Venise en 1592 et livré à Rome, il est accusé d’hérésie, de blasphème, de conduite immorale et aussi d’avoir opposé un modèle cosmologique infiniste à la cosmologie aristotélicienne. À l'issue d'un procès qui dure huit ans, ponctué d'interrogatoires usant de la torture menés par le cardinal Robert Bellarmin et de propositions de rétractation qu'il accepte puis rejette, le pape Clément VIII le fait déclarer hérétique. Il est livré aux autorités séculières et meurt brûlé vif.
Depuis le XIXe siècle, sa statue de bronze s'élève à Rome au Campo de' Fiori, sur le lieu de son supplice. Il compte au nombre des martyrs de la liberté de pensée.

## Biographie

### Éducation dominicaine (1548-1575)

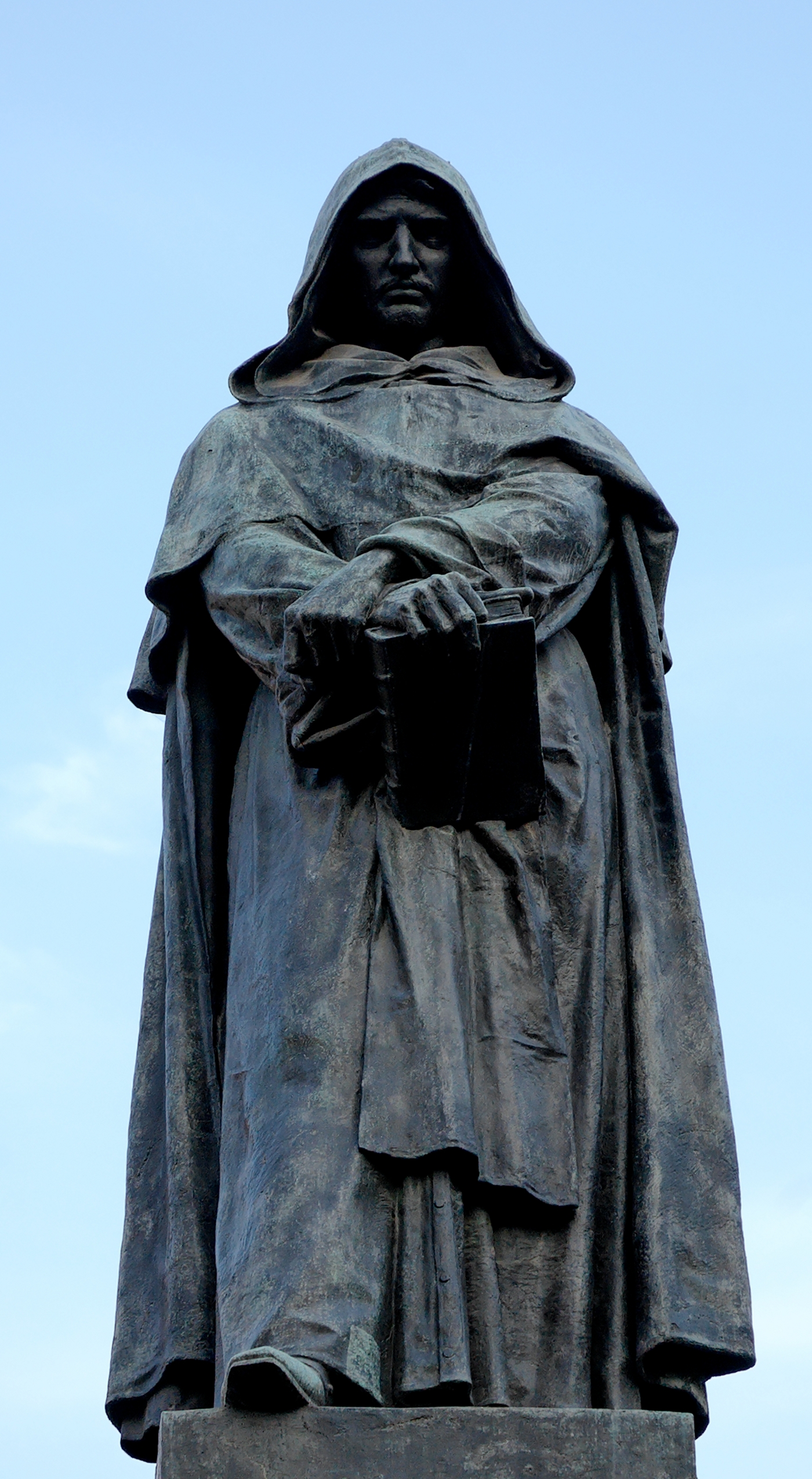
Statue en bronze de Giordano Bruno (1889) par Ettore Ferrari (1845-1929), Campo de' Fiori, Rome.

Giordano Bruno naît en janvier 1548 à Nola, bourgade proche de Naples, qui relève de la souveraineté espagnole. Né Filippo Bruno, il adoptera plus tard Giordano comme nom religieux. Il est le fils de Giovanni Bruno, un soldat au service de l’armée du vice-roi d’Espagne, et de Fraulissa Savolino, modeste propriétaire terrien. L'école la plus proche assure au jeune Filippo son instruction. Il acquiert une culture humaniste nourrie de l'étude des auteurs classiques et du latin mais le pédantisme de l'enseignement le rebute. Il intègre l'université de Naples où il découvre la mnémotechnique, discipline dans laquelle il excellera. Il suit aussi des cours particuliers qui le placent au cœur de débats philosophiques entre platoniciens et aristotéliciens.
Le 15 juin 1565, il entre chez les frères prêcheurs de San Domenico Maggiore, prestigieux couvent dominicain reconnu pour la qualité de son enseignement mais aussi précieux refuge en des temps de disette et d'épidémie. Il y rencontre le professeur de métaphysique Giordano Crispo, dont en hommage il adopte le prénom. Dominicain modèle vivant selon la devise verbo et exemplo (« par la parole et par l'exemple »), il est ordonné prêtre en 1573.

### Rupture (1576)
Il devient lecteur en théologie en juillet 1575. Il semble poursuivre une carrière irréprochable et soutient une thèse sur la pensée de Thomas d'Aquin et de Pierre Lombard. Mais il prend en horreur le carcan théologique[réf. souhaitée].
Au fil des années, sa culture éclectique s'enrichit grâce à un insatiable appétit de lectures et d'exceptionnelles capacités de mémorisation. Il admire les œuvres d'Érasme, qui revendique une liberté de pensée indépendante des cadres imposés par les autorités ecclésiastiques.
En parallèle, il acquiert le goût de l'hermétisme et de la magie et nourrit une passion croissante pour la cosmologie, détachée de toute approche théologique.
La rupture avec l'ordre établi se consomme. Dès sa première année de noviciat, il ôte de sa chambre des images saintes, notamment celles représentant sainte Marie, et il est accusé de profaner le culte marial.
Il est envoyé à Rome en 1569 pour faire étalage de son érudition linguistique et de son intelligence devant le pape. Mais par manque de retenue, il se dispute avec ses aînés sur des sujets explosifs tels que la personnalité, ou l'absence de personnalité, des membres de la Trinité. C'est peut-être la goutte d'eau qui, en 1576, a fait déborder le vase, lorsque ses supérieurs demandent une enquête inquisitoire.
On lui reproche en outre des lectures interdites. Une instruction pour hérésie est ouverte contre lui. En février 1576, il abandonne le froc dominicain et s'enfuit.

### Errance (1576-1592)

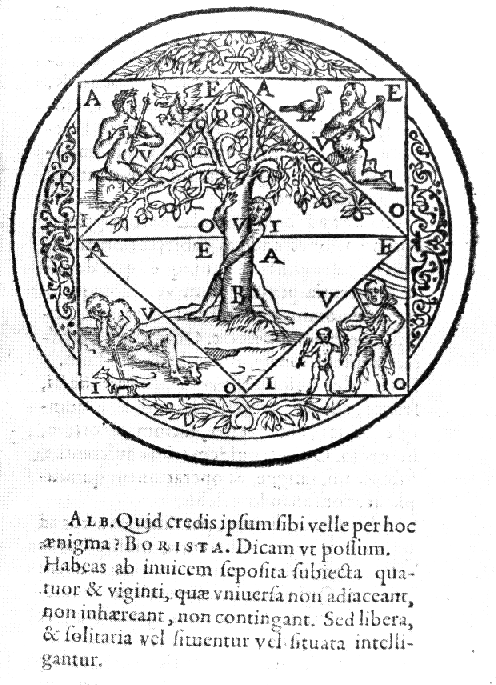
Illustration d'un des livres de Giordano Bruno sur la mnémotechnique : on y distingue les quatre éléments classiques : la terre, l'air, l'eau et le feu.

Dans un premier temps, il espère rester en Italie. De 1576 à 1578, Il survit en donnant des leçons de grammaire et d’astronomie. Sa condition d’apostat l’amène à changer fréquemment de résidence : Gênes, Noli, Savone, Turin, Venise, Padoue, Brescia, Naples...
Durant ces deux années, il publie un ouvrage dont on ne connaît que le titre : De' segni de tempi (Des Signes du temps).
Il part vivre à Chambéry, dans le comté de Savoie, puis dans la Genève calviniste où son intégration à la communauté évangélique dure peu : ayant contesté la compétence du professeur de philosophie Antoine de La Faye, il est arrêté puis excommunié le 6 août 1578. Il gagne Lyon puis Toulouse.
Il enseigne pendant deux ans, obtient le titre de « magister artium » (maître ès-arts) et exerce la fonction de « professeur ordinaire » (c'est-à-dire « contractuel »). Il approfondit l'étude de la physique et des mathématiques et publie un ouvrage sur la mnémotechnique : Clavis Magna (La grande Clef).
Intéressé par l’ouvrage et impressionné par la mémoire exceptionnelle de son auteur, le roi de France Henri III l'invite à sa cour et devient son protecteur. Ce seront cinq ans de sécurité.
Giordano Bruno figure parmi les philosophes attitrés. Le souverain français lui octroie une chaire de « lecteur extraordinaire et provisionné » au Collège des lecteurs royaux, préfiguration du Collège de France.
Vu les  tensions religieuses il adopte une position prudente et son discours se modère.
En 1582, son talent d’écrivain se confirme dans Candelaio (Le Chandelier), comédie satirique et imagée sur son temps.
En avril 1583, il se rend en Angleterre, à Londres puis à Oxford, où il reçoit un accueil hostile. Précédées d'une réputation brillante mais sulfureuse, ses idées qui malmènent l’Église anglicane lui valent de nombreuses critiques.
Sûr de lui, méprisant ses contradicteurs, il consacre deux années à répliquer. Il fait alors figure d'intellectuel novateur mais impertinent. En 1584 paraissent :
- La Cena de le Ceneri (Le Banquet des cendres) ;
- De la causa, principio e Uno (La Cause, le principe et l’un) ;
- De l’infinito, universo e Mondi (De l’Infini, de l'univers et des mondes).

Dans ces ouvrages, il expose une vision cosmographique révolutionnaire. Soutenant les thèses coperniciennes, il les dépasse en imaginant un univers peuplé d’une infinité de mondes :

« Nous affirmons qu'il existe une infinité de terres, une infinité de soleils et un éther infini. »

En 1585, trois nouveaux ouvrages approfondissent l'audace de ses réflexions :
- Spaccio de la bestia trionfante (it) (L’Expulsion de la bête triomphante), qui s'attaque aux calvinistes et catholiques ;
- Cabala del cavallo Pegaseo (it) (La Cabale du cheval Pégase), qui abolit toute référence aristotélicienne ;
- De gli heroici furori (it) (Les Fureurs héroïques), qui propose un univers où Dieu n’a plus sa place.

En octobre 1585, il retourne à Paris. Avec Figuratio Aristotelici Physici auditus (Esquisse de la physique aristotélicienne) et Centum et viginti articuli de natura et mundo (120 articles sur la nature et le monde), il se livre à une critique sans concession d'Aristote.
Mais les positions religieuses se durcissent et le roi de France Henri III ne peut plus protéger ouvertement un révolutionnaire du savoir. De plus, le géomètre Mordente, membre de la Ligue, l'accuse de plagier son compas de proportion.
En juin 1586 Giordano Bruno gagne l'Allemagne où l'accueillent l'université de Marbourg puis celle de Wittenberg, dans la communauté fondée par Martin Luther. Mais à l’automne 1588, après des heurts avec sa nouvelle hiérarchie, il est exclu de l’Église luthérienne.
Il demeure en Allemagne. Ses nouveaux livres traduisent une volonté d’organiser sa pensée :
- De innumerabilibus, immenso et infigurabili (Des choses indénombrables, de l'immense et de ce qu'on ne peut représenter), qui repense la cosmographie ;
- De monade, numero et figura (De la monade, du nombre et de la figure), où il réfléchit au rapport entre les nombres et les figures géométriques ;
- De triplici minimo et mensura (Du triple minimum et de la mesure), spéculations sur l’infiniment petit annonçant les études sur l’atome[réf. souhaitée] ;
- De imaginum, signorum et idearum compositione (De la composition des images, des signes et des idées), qui expose un système mnémotechnique.

Après une dernière expulsion de Francfort, il accepte l'invitation du jeune patricien vénitien Giovanni Mocenigo. Mais les deux hommes ne s'entendent pas. Attendant qu'il lui enseigne la mnémotechnique et l’art d’inventer, Mocenigo s'estime floué quand son invité affirme l'honorer de sa seule présence.
Giordano Bruno veut retourner à Padoue, désirant sans doute être nommé à la chaire de mathématiques de l’université. Mocenigo le retient prisonnier puis le dénonce à l’Inquisition vénitienne le 23 mai 1592. Giordano Bruno est incarcéré à la prison de San Domenico di Castello.

### Procès (1592-1600)
Dressées à Venise, les minutes du procès disparaissent après leur transport à Paris — avec d'autres archives de l'Inquisition — sur ordre de Napoléon Ier. Mais leur résumé est découvert en 1940 par le cardinal Angelo Mercati dans les archives personnelles de Pie IX et publié en 1942.
Au cours d'un procès qui dure huit ans, l'acte d'accusation évolue. Il vise tout d'abord des positions théologiques hérétiques : une pensée antidogmatique ; le rejet de la transsubstantiation — que le concile de Trente vient de confirmer — et de la Trinité ; le blasphème contre le Christ ; la négation de la virginité de Marie. Il dénonce des opinions et activités critiquables : croyance en la métempsycose ; vision cosmologique ; pratique de l’art divinatoire.
Les charges pesant contre lui s'alourdissaient et, en 1593, dix nouveaux chefs d'accusation s'y ajoutent encore. Bruno subit une vingtaine d'interrogatoires menés par le cardinal Robert Bellarmin – ce prélat s'implique aussi dans l'instruction qui entraînera, en 1616, l'interdiction pour Galilée de diffuser la théorie copernicienne.
Blanchi par les tribunaux vénitiens, Bruno se croit libéré. Mais la Curie romaine entend lui faire payer son apostasie.
Sur intervention personnelle du pape Clément VIII auprès du doge, procédure tout à fait exceptionnelle, il est extradé et emprisonné par le Saint-Office.

S'il lui arrive de concéder un geste de soumission, il se rétracte toujours : « Je ne recule point devant le trépas et mon cœur ne se soumettra à nul mortel. » Au pape qui le somme une dernière fois de se soumettre, il répond : 
« Je ne crains rien et je ne rétracte rien, il n'y a rien à rétracter et je ne sais pas ce que j'aurais à rétracter. »

### Supplice (1600)
Le 20 janvier 1600, le pape Clément VIII ordonne au tribunal d'Inquisition de le déclarer hérétique : « devant son extrême et résolue défense », il est remis au bras séculier en le priant d'agir « avec autant de clémence qu'il se pourrait et sans répandre de sang » (« ut quam clementissime et citra sanguinis effusionem puniretur »).
Le 9 février 1600, après avoir entendu lecture de sa condamnation, Giordano Bruno a déclaré : « vous éprouvez sans doute plus de crainte à rendre cette sentence que moi à la recevoir. ». On lui accordera un délai de 8 jours pour se rétracter mais il n’abjurera pas. Sa mort est relatée dans une lettre de Gaspard Schopp, dit Scioppius, au jurisconsulte allemand Ritterschausen. Le jeudi 17 février 1600, sur le Campo de' Fiori, il est conduit au bûcher devant la foule des pèlerins accourus pour le jubilé. Répondant aux insultes à la foule, on le réduit au silence en lui clouant la langue sur un mors de bois[réf. obsolète]. Le visage en sang, ses bourreaux bravant le feu lui exhortent une dernière fois de montrer des signes de repentance mais face au crucifix, Giordano Bruno détourne le regard. Ce qui restera de son corps sera détruit à coup de marteaux et les cendres jetées au vent.
Le faible nombre de documents concernant cette exécution a pu faire douter de sa réalité. En 1885, dans La légende tragique de Giordano Bruno, le journaliste et professeur de philosophie Théophile Desdouits met en cause l'authenticité de la lettre de Schopp.
Observant qu'à l'aube du XVIIe siècle un tel supplice aurait dû laisser plus d'un témoignage écrit, il émet l'hypothèse d'une exécution en effigie. Son biographe, Arkan Simaan réfute cette opinion, en précisant que des documents officiels datés de février 1600 relatent l'exécution,.

## Doctrine
« De plus, dans cet univers, je place une providence universelle, en vertu de laquelle toute chose vit, se développe, se meut et demeure dans sa perfection ; et j’entends [cette providence] en deux façons : l’une, à la façon dont l’âme est présente au corps, tout entière dans le corps tout entier, et tout entière en n’importe quelle partie [du corps], et je l’appelle nature, ombre et trace de la divinité… »

### Physique
Célèbre est la preuve donnée par Giordano Bruno sur la relativité du mouvement. Selon Aristote, la Terre est immobile ; la preuve, c'est que, si l'on fait tomber du haut d'un arbre ou d'une tour une pierre, elle tombe verticalement ; si la Terre tournait, elle se déplacerait pendant le temps de la chute, l'endroit où la pierre tomberait serait décalé dans le sens inverse du mouvement terrestre. Bruno démonte cette fausse preuve de la fixité de la Terre. Si on lâche une pierre du haut du mât d'un bateau en mouvement, elle tombera toujours au pied du mât, quel que soit le mouvement du bateau par rapport à la rive. Bateau, mât et pierre forment ensemble ce qu'on appellera plus tard un système mécanique. Il est impossible de déceler un mouvement en ligne droite à vitesse constante d'un système mécanique par des expériences réalisées à bord de ce système lui-même. En montrant qu'on ne peut envisager le mouvement d'un corps dans l'absolu, mais seulement de manière relative, en relation avec un système de référence, Bruno ouvre la voie aux travaux de Galilée, et ce principe au fondement du référentiel galiléen, l'est encore pour la théorie de la relativité restreinte.
« Toutes choses qui se trouvent sur la Terre se meuvent avec la Terre. La pierre jetée du haut du mât reviendra en bas, de quelque façon que le navire se meuve. » (Le Banquet des cendres).

### Cosmologie
Dès 1584 (Le Banquet des cendres), Bruno adhère, contre la cosmologie d'Aristote, à la cosmologie de Copernic (1543), à l'héliocentrisme : double mouvement des planètes sur elles-mêmes et autour du Soleil, au centre. Il reprend les idées exposées par Nicolas de Cues dans La Docte ignorance (1440).
Mais il va plus loin : il veut renoncer à l'idée de centre. « Il n'y a aucun astre au milieu de l'univers, parce que celui-ci s'étend également dans toutes ses directions. » Chaque étoile est un soleil semblable au nôtre, et autour de chacune d'elles tournent d'autres planètes, invisibles à nos yeux, mais qui existent.

« Il est donc d'innombrables soleils et un nombre infini de terres tournant autour de ces soleils, à l'instar des sept « terres » [la Terre, la Lune, les cinq planètes alors connues : Mercure, Vénus, Mars, Jupiter, Saturne] que nous voyons tourner autour du Soleil qui nous est proche. »

— Giordano Bruno, L'Infini, l'Univers et les Mondes, 1584
Le monde est infini, sans clôture. Contre Copernic, Bruno « abolit » la sphère des étoiles fixes, puisque dans toutes les directions, à l'infini, le vide immense est parsemé d'étoiles. « Intuition remarquable, dit un commentateur. Pour la première fois dans l'histoire de la pensée humaine, le ciel acquiert une profondeur. Plus exactement, c'est la notion même de ciel qui s'évanouit, pour laisser place à celle d'espace homogène, c'est-à-dire identique à lui-même, dans toutes les directions. »
Bruno est le premier à postuler, contre la doctrine de l'Église de l'époque, la « pluralité de mondes habités » dans son ouvrage De l'infinito universo et Mondi. Il postule que les étoiles sont des soleils, plus petits car éloignés, et que ceux-ci peuvent abriter d'autres créatures à l'image de Dieu.

« « Ainsi donc les autres mondes sont habités comme l'est le nôtre ? » demande Burchio.

Fracastorio [porte-parole de Bruno] répond : « Sinon comme l'est le nôtre et sinon plus noblement. Du moins ces mondes n'en sont-ils pas moins habités ni moins nobles. Car il est impossible qu'un être rationnel suffisamment vigilant puisse imaginer que ces mondes innombrables, aussi magnifiques qu'est le nôtre ou encore plus magnifiques, soient dépourvus d'habitants semblables et même supérieurs. » »

— Giordano Bruno, L'Infini, l'Univers et les Mondes

Contrairement à Copernic, il n'appuie pas ses dires sur des preuves mathématiques. « Concernant la mesure du mouvement [des corps célestes], la géométrie ment plutôt qu'elle ne mesure » (De immenso). Il se fie au jugement de l'intellect : 

« C'est à l'intellect qu'il appartient de juger et de rendre compte des choses que le temps et l'espace éloignent de nous. »

### Philosophie
Giordano Bruno développe plusieurs idées qui feront fortune, bien qu'elles remontent à l'Antiquité : monade, infini.
En 1591, à Francfort, Giordano Bruno a écrit en latin deux poèmes sur la monade : « Du triple minimum » (« De triplici minimo ») et « De la monade, du nombre et de la figure » (« De monade, numero et figura »). Il appelle « minimum » ou « monade » une entité indivisible qui constitue l'élément minimal des choses matérielles et spirituelles. La monade, qui correspond au point des mathématiques et à l'atome de la physique, est cet être primitif, impérissable, de nature aussi bien corporelle que spirituelle, qui engendre, par des rapports réciproques, la vie du monde. C'est une individualisation extrinsèque de la divinité ; existence finie, elle est un aspect de l'essence infinie. Dieu, minimum et maximum, est la Monade suprême d'où s'échappent éternellement une infinité de monades inférieures.

Giordano Bruno est le champion de l'idée d'infini : 

« Nous déclarons cet espace infini, étant donné qu'il n'est point de raison, convenance, possibilité, sens ou nature qui lui assigne une limite. »

« Les sens confessent leurs faiblesses en produisant l’apparence d’un horizon fini, apparence toujours changeante. Car il n’y a pas d’horizon en soi, mais toujours par rapport à un observateur. »

Hylozoïste, il pense que tout est vivant, et panpsychiste, il pense que tout est psychique : 

« La Terre et les astres […], comme ils dispensent vie et nourriture aux choses en restituant toute la matière qu'ils empruntent, sont eux-mêmes doués de vie, dans une mesure bien plus grande encore ; et vivants, c'est de manière volontaire, ordonnée et naturelle, suivant un principe intrinsèque, qu'ils se meuvent vers les choses et les espaces qui leur conviennent. »

« J’ai découvert l’identité de toutes les religions, et donc je n’en remets aucune en doute, car la divinité m’apparaît en toute chose, du grain de sable à l’étoile la plus éloignée, de l’infiniment petit  à l’infiniment grand. »

« Toutes les formes de choses naturelles ont des âmes ? Toutes les choses sont donc animées ? » demande Dicson. Theophilo, porte-parole de Bruno, répond : « Oui, une chose, si petite et si minuscule qu'on voudra, renferme en soi une partie de substance spirituelle ; laquelle, si elle trouve le sujet [support] adapté, devient plante, animal […] ; parce que l'esprit se trouve dans toutes les choses et qu'il n'est de minime corpuscule qui n'en contienne une certaine portion et qui n'en soit animé. »

Et ce qu'on peut dire de chaque parcelle du grand Tout, atome, monade, peut se dire de l'univers comme totalité. Le monde en son cœur loge l'Âme du monde.
Le monde est infini parce que Dieu est infini. Comment croire que Dieu, être infini, aurait pu se limiter lui-même en créant un monde clos et borné ?

« Il n'y a qu'un ciel, une immense région éthérée où les magnifiques foyers lumineux conservent les distances qui les séparent au profit de la vie perpétuelle et de sa répartition. Ces corps enflammés sont les ambassadeurs de l'excellence de Dieu, les hérauts de sa gloire et de sa majesté. Ainsi sommes-nous conduits à découvrir l'effet infini [le monde] de la cause infinie [Dieu] ; et à professer que ce n'est pas hors de nous qu'il faut chercher la divinité, puisqu'elle est à nos côtés, ou plutôt en notre for intérieur, plus intimement en nous que nous ne sommes en nous-mêmes. »

« Aussi ce dieu, en tant qu'il est absolu, n'a-t-il pas de rapport à nous ; il n'en a que dans la mesure où il se communique aux effets de la nature, plus intimement que la nature elle-même. De sorte que s'il n'est pas la nature même, il est certainement la nature de la nature, et il est l'âme de l'âme du monde, s'il n'est pas l'âme elle-même. »

### Religion
Malgré son opposition à l'Église, Bruno n'est pas opposé aux religions. 

« J’ai découvert l’identité de toutes les religions, et donc je n’en remets aucune en doute, car la divinité m’apparaît en toute chose, du grain de sable à l’étoile la plus éloignée, de l’infiniment petit  à l’infiniment grand. »

« Les théologiens, aussi doctes que religieux n’ont jamais porté préjudice à la liberté des philosophes ; et les vrais philosophes, honnêtes et de bonnes mœurs, ont toujours favorisé les religions ; car les uns et les autres savent que la foi est requise pour l’institution des peuples, qui doivent être gouvernés, et la démonstration pour les contemplatifs, qui savent se gouverner et gouverner les autres. »

### Morale
Dans L'Expulsion de la bête triomphante, Giordano Bruno développe ses idées entre la vie de la matière et la matière de la vie, la réincarnation et la morale qui en découle : l'âme de chaque créature est Dieu lui-même, qui passe d'une vie à une autre, d'un destin à un autre, ce tout existentiel offrant un sens au Salut. Certains êtres progressent de corps en corps, devenant des héros ou des artistes, jusqu'à rejoindre l'essence divine :

« Toutes les âmes font partie de l'âme de l'Univers, et tous les êtres à la fin sont Uns. […] Chaque acte apporte sa récompense ou sa punition dans une autre vie. Le passage dans un autre corps dépend de la façon dont il s'est conduit dans l'Un […]. Le but de la philosophie est la découverte de cette unité. »

De ce point de vue, cette vision des choses n'est pas différente de l'hindouisme, du bouddhisme ou du jaïnisme, avec la notion de karma, acte rétribué tôt ou tard. Ayant élaboré une forme de panthéisme philosophique, Bruno, considérant que les animaux ont une place respectable et à respecter dans l'univers, amène à la pratique du végétarisme

« Être boucher doit être estimé comme un art et un exercice plus lâche que ne l'est celui de bourreau […] parce que ce dernier […] administre parfois la justice ; en ce qui concerne les membres d'une pauvre bête, toujours obtenus en blessant la gorge, pour celui qui ne se suffit pas de la nourriture ordonnée par la nature [la nourriture végétale], plus convenable à la complexion et à la vie de l'homme, j'abandonne les autres raisons plus dignes d'un chant. »

Bruno prône une morale héroïque, qui vise à la connaissance divine. Quand notre connaissance s'accroit, notre ignorance se fait davantage souffrance, car elle laisse voir l'inaccessibilité du doute. Seule une entreprise héroïque issue de cette conscience et se fondant sur l'énergie de l'amour pourra extirper le philosophe de sa naïveté. 

« Ce qui est commun et facile est bon pour le vulgaire et le commun ; les hommes exceptionnels, héroïques et divins suivent la voie difficile pour contraindre la nécessité à leur accorder la palme de l'immortalité. (...) Que la persévérance l'emporte donc : si l'épreuve est épuisante, la récompense ne sera pas médiocre. Tout ce qui a de la valeur est d'accès difficile. »

## Influences
L'œuvre de Bruno est complexe. Elle embrasse des domaines très variés : pionnier en astronomie, en physique ou en philosophie, Bruno s'intéresse également à l'astrologie, l'occulte et la magie, à laquelle est consacrée De vinculis in genere en 1591. De même, sa vie foisonne de combats et de péripéties.
Dans son ouvrage Instruction à la France sur la vérité de l’histoire des frères de la roze-croix publié en 1623, Gabriel Naudé cite Giordano Bruno comme une des intelligences qui aurait inspiré la Fama Fraternitatis

### Philosophie
- En Bruno, Leibniz admire le visionnaire, relevant ses théories sur l'univers et l'infini, mais il lui reproche[réf. souhaitée] ses travaux sur l'art de la mémoire et la magie lullienne.
- Diderot l'inscrit dans l'Encyclopédie et lui reconnaît « la gloire d’avoir osé le premier attaquer l’idole de l’école, s’affranchir du despotisme d’Aristote[28] ».
- On retrouve la pensée de Bruno dans l'œuvre de Goethe, y compris dans Faust. Mais le poète, lui aussi, lui reproche sa passion pour les mathématiques mystiques.
- Dans les Leçons sur l'histoire de la philosophie, Hegel lui consacre une longue analyse[29], qui fera de lui un précurseur du matérialisme.
- Friedrich Schelling écrit un dialogue intitulé Bruno, dans lequel il s'inspire des conceptions du philosophe italien.

V. Le Moyen Âge, Vrin, 1978

### Art et littérature
La liste des œuvres consacrées à Bruno est immense :
- Le narrateur du roman de Sándor Márai La nuit du bûcher (traduit du hongrois par Catherine Fay - Éditions Albin Michel, Paris, 2015), carme d'Avila venu prendre des leçons d'inquisition à Rome, saisi par la dernière nuit et le supplice de Giordano Bruno, dont il est un témoin volontaire, voit ses certitudes vaciller.
- Des films :
  - Giordano Bruno (Le martyr de la libre-pensée) (1908), de Giovanni Pastrone (Itala Film).
  - Giordano Bruno (1973), de Giuliano Montaldo, avec Gian Maria Volonte, Charlotte Rampling, Hans-Christian Blech et Mathieu Carrière.
- Bertolt Brecht l'évoque dans sa pièce La Vie de Galilée et dans sa nouvelle Der Mantel des Ketzers (Le manteau de l'hérétique) de 1939[30].
- De nombreux spectacles théâtraux et musicaux contemporains sont inspirés de son œuvre.
  - Giordano Bruno, premier opéra du compositeur italien Francesco Filidei, livret de Stefano Busellato, mis en scène par Antoine Gindt, direction d'orchestre de Peter Rundel avec les musiciens de l'Ensemble intercontemporain[31].
- L'ouvrage général (c’est-à-dire ni religieux ni politique) ayant eu un des plus forts tirages en France (jusqu'en 1976, il s’en est vendu 8 400 000 exemplaires, dont 7 000 000 exemplaires avant 1914), Le Tour de la France par deux enfants, était signé du pseudonyme de G. Bruno, en hommage à Giordano Bruno (mais n'a pas d'autre rapport avec lui).
- L'Œuvre au noir de Marguerite Yourcenar évoque un personnage, le médecin et philosophe Zénon, ayant des dispositions d'esprit similaires, et une fin presque semblable (condamné au bûcher, il se suicide pour échapper au supplice).
- Une chanson du groupe finlandais Omnium Gatherum sur l'EP Steal the Face est intitulée Candles for Giordano Bruno.
- Une télésérie de Radio-Canada Les Rescapés basée sur une interprétation libre des écrits de Giordano Bruno.
- Il est l'un des 24 personnages décrits par Jacques Attali dans son ouvrage Phares : 24 destins (éditions Fayard, 2010).
- Il est mentionné dans une série documentaire Cosmos : Une odyssée à travers l'univers présenté par Neil deGrasse Tyson et produit par Seth MacFarlane et Ann Druyan.
- Il est le sujet du concept album de musique progressive du groupe O.R.K (Oscillazioni Alchemico Kreative) de Jerry Cutillo publié en 2018
- Le roman L'Homme incendié de Serge Filippini, qui explique sa vie autour de l'hypothèse de son homosexualité

### Politique et religion: un verdict définitif
- C'est au XVIIIe siècle que Bruno est considéré comme un panthéiste et un libre-penseur. On fait de lui un héritier du matérialisme antique et un précurseur de Spinoza.
- À l'inverse, il passe aux yeux de certains théologiens allemands, ironie de l'histoire, pour un martyr de la réforme luthérienne.
- À la fin du XIXe siècle, la réaction positiviste italienne contre l'Église et la monarchie l'identifie à un radical franc-maçon. L'Italie est alors en pleine réappropriation de ses symboles nationaux, qui permet de fonder la nation italienne une et indivisible autour du Risorgimento. En 1889, les laïcs italiens lui érigeront d'ailleurs une statue, œuvre du sculpteur Ettore Ferrari (grand-maître de la franc-maçonnerie italienne en 1904), sur le Campo de’ Fiori, à l'endroit de son supplice[32].

Toutes ces interprétations empêchent aujourd'hui de bien cerner l'engagement originel de Bruno. Mais on peut toutefois remarquer que le point commun, immédiat, qui en ressort est bien son rejet de l'Église catholique. Celle-ci, en retour, n'a jamais ménagé sa mémoire :
- Le 24 mai 1889, au moment de l'inauguration de la statue que les libéraux ont voulu élever à Bruno dans Rome, le pape Léon XIII rendit publique la Déclaration Amplissimum Collegium, dans laquelle il proteste contre un projet « injuriant systématiquement la religion de Jésus-Christ, en décernant à un apostat du catholicisme les honneurs dus à la vertu, non sans une insolente ostentation » (« all’empietà di sfidare la religione di Gesù Cristo con rilevanti e sistematiche ingiurie, decretando ad un apostata del cattolicesimo gli onori dovuti alla virtù, e ciò non senza un’insolente ostentazione »)[33].

- Un mois après, le 30 juin 1889, condamnant encore plus durement et plus solennellement le monument élevé dans Rome à G. Bruno, le pape Léon XIII promulgua cette fois l'encyclique Quod Nuper, adressée à tous les évêques d'Italie, qualifiant Bruno de « doublement apostat et hérétique convaincu », et le monument à « cet homme scélérat et perdu » comme « la principale — publique et permanente — d'une série d'injures et d'offenses gravissimes » (« un uomo doppiamente apostata e convinto eretico […] ingiurie e gravissime offese, la principale delle quali – pubblica e permanente – è il monumento a un uomo scellerato e perduto. »)[34]

- En 1923, en 1930 et en 1931, coup sur coup, le pape Pie XI, béatifie, canonise et déclare Docteur de l'Église le cardinal Robert Bellarmin, qui avait été chargé, sur ordre de son prédécesseur Clément VIII, d'instruire le procès de Giordan Bruno devant le tribunal de l'Inquisition romaine. Par ces actes solennels et irréversibles, Pie XI a signifié par là qu'il confirmait, quoique indirectement, la permanence et le caractère définitif du jugement porté par l'Église.

- Enfin, on prendra pour preuve de la condamnation sans retour de G. Bruno par l'Église l'avis définitif émis par la Commission spéciale « pour l'étude de la controverse ptoléméo-copernicienne aux XVIe et XVIIe siècles », dans laquelle s'insère le cas Galilée, commission instituée le 3 juillet 1981 par le pape Jean-Paul II[35]. La Commission pontificale finit par revenir sur la condamnation de Galilée tout en explicitant ses circonstances conjoncturelles, mais elle a réaffirmé à nouveau la condamnation formelle de l'Église contre Giordano Bruno : « La condamnation pour hérésie de Bruno, indépendamment du jugement qu'on veuille porter sur la peine capitale qui lui fut imposée, se présente comme pleinement motivée (pour des motifs théologiques), [car] le copernicisme de Bruno ne présente aucun intérêt au plan des raisons scientifiques. »

- Le 16 février 2000, à l’occasion du 400e anniversaire de sa mort, l’Église se repent du supplice infligé à Giordano Bruno[36],[37]. Le cardinal Paul Poupard affirma : « Je ne crois pas que l'on puisse ou que l'on doive parler de « réhabilitation » parce que, s'agissant du « cas Giordano Bruno », il n'y a pas les éléments nécessaires pour une telle entreprise, à l'inverse de ce qui s'est passé par exemple pour Jean Hus ou pour Galilée. » Il affirma : « La condamnation au bûcher n'est certainement pas un signe de respect de la personne », et en conclusion : « L'action de l'Église contre la personne de Giordano Bruno est un de ces contre-témoignages dont, aujourd'hui, l'Église se repent[38]. »

## Œuvres

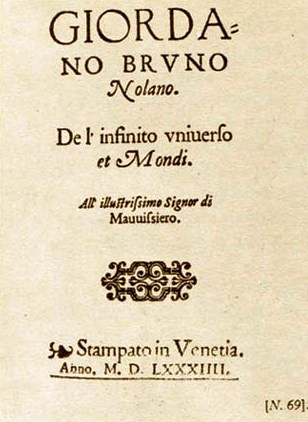
Page de titre du De l'infinito, universo e mondi, Giordano Bruno, 1584.

Dans De umbris idearum (Sur les Ombres des idées, 1583), il adopte, comme le fit Lulle, des roues concentriques capables d'engendrer tous les mondes possibles et de restaurer les pouvoirs occultes des images astrologiques et magiques des décans à l'intérieur des signes zodiacaux. La même année, sur le même sujet, il publie : Ars reminiscendi (L'Art de remémorer), Explicatio triginta sigillorum (Explication de trente sceaux), Sigillus sigillorum (Le Sceau des sceaux).
Giordano Bruno a écrit divers livres de magie. En 1589 : De magia mathematica (Sur la Magie mathématique), De magia naturali (Sur la Magie naturelle), Theses de magia (Thèses sur la magie), De rerum principiis et elementis et causis (Sur les principes, éléments et causes des choses), Medicina lullina (Médecine lulienne). Puis : Lampas triginta statuarum, De vinculis in genere (1591).

### Liste des œuvres
- De auditu kabbalistico sive ad omnes scientias (Paris, 1578). Attention : cette œuvre n'est pas de Bruno, mais de Reuchlin.
- De umbris idearum (Paris, 1582). Texte intégral en latin, Giordano Bruno.info: Download. Les Ombres des idées (trad. Sébastien Galland et Tristan Dagron), Vrin, 2024, 196 p. (ISBN 978-2-7116-3145-2)
- Cantus Circæus (1582). Texte intégral en latin, Giordano Bruno.info: Download.
- De compendiosa architectura (1582).
- Candelaio (1582). Texte intégral en italien, Giordano Bruno.info: Download ; comédie napolitaine.
- Ars reminiscendi (1583).
- Explicatio triginta sigillorum (1583).
- Sigillus sigillorum (1583).
- La Cena de le Ceneri (Le Banquet des Cendres) (1584). Texte intégral en italien, Giordano Bruno.info: Download.
- De la causa, principio, et Uno (1584). Texte intégral en italien, Giordano Bruno.info: Download.
- De l'infinito universo et Mondi (1584). Texte intégral en italien, Giordano Bruno.info: Download.
- Spaccio de la Bestia Trionfante (L'expulsion de la bête triomphante) (Londres, 1584), allégorie où il combat la superstition, propose une réformation morale. Texte intégral en italien, Giordano Bruno.info: Download.
- Cabala del cavallo Pegaseo- Asino Cillenico (1585). Texte intégral en italien, Giordano Bruno.info: Download; Bruno combat les pédants, qui ne sont que des ânes, pour louer l'asinité, la qualité d'âne, voie d'accès au savoir
- De gli eroici furori (1585). Texte intégral en italien, Giordano Bruno.info : Download; les voies pour accéder au Vrai et au Beau, les rapports du savoir et de la poésie.
- Figuratio Aristotelici Physici auditus (1585).
- Dialogi duo de Fabricii Mordentis Salernitani (1586).
- Idiota triumphans (1586).
- De somni interpretatione (1586).
- Animadversiones circa lampadem lullianam (1586).
- Lampas triginta statuarum (1586), magie.
- Centum et viginti articuli de natura et mundo adversus peripateticos (1586).
- Delampade combinatoria Lulliana (1587).
- De progressu et lampade venatoria logicorum (1587).
- Oratio valedictoria (1588). Texte intégral en italien, Giordano Bruno.info: Download.
- Camoeracensis Acrotismus (1588).
- De specierum scrutinio (1588).
- Articuli centum et sexaginta adversus huius tempestatismathematicos atque Philosophos (1588) ; sorte de profession de foi.
- Oratio consolatoria (1589). Texte intégral en italien, Giordano Bruno.info: Download.
- De vinculis in genere (1591). Texte intégral en italien, Giordano Bruno.info: Download ; son livre de magie le plus original.
- De triplici minimo et mensura (1591).
- De monade, numero et figura (Francfort, 1591).
- De innumerabilibus, immenso, et infigurabili (1591).
- De imaginum, signorum et idearum compositione (1591).
- Summa terminorum metaphisicorum (1595).
- Artificium perorandi (1612).
- Ses œuvres ont été recueillies par Adolph Wagner, Leipzig, 1829-1830, 2 volumes in-8, et par August Friedrich Gfrörer, Stuttgart, 1834-1836.
- Il existe un site italien où l'on peut consulter en ligne l'ensemble des œuvres complètes : la biblioteca ideale di Giordano Bruno : http://bibliotecaideale.filosofia.sns.it/gb1SearchMenu.php

### Rééditions
- Le Banquet des cendres, Éditions Éclat, 1988.
- Le chandelier, Point Hors Ligne, 1986.
- L'Infini, l'univers et les mondes, traduit de l'italien, présenté et annoté par Bertrand Levergeois, Berg International, 1987 ; puis 1992 ; puis 2000 ; puis 4e édition 2013.
- L'Expulsion de la bête triomphante, traduit de l'italien, présenté et annoté par Bertrand Levergeois, Éditions Michel de Maule, 1992 ; puis 2000.
- La Cabale du cheval Pégase, traduit de l'italien, présenté et annoté par Bertrand Levergeois, Éditions Michel de Maule, 1992 ; puis 2000.
- Des Liens, traduit du latin, présenté et annoté par Danielle Sonnier et Boris Donné, éd. Allia ; 2001 ; puis 2010.
- De la Magie, traduit du latin, présenté et annoté par Danielle Sonnier et Boris Donné, éd. Allia ; 2000 ; puis 2002.

### Œuvres complètes
Les Œuvres complètes de Giordano Bruno sont, en 2008, en cours d'édition et de traduction à Paris, aux Belles Lettres (édition bilingue) :
- Vol. 1, Le chandelier ; introd. philologique de Giovanni Aquilecchia ; texte édité par Giovanni Aquilecchia ; préf. et notes de Giorgio Bàrberi Squarotti ; traduction par Yves Hersant. Paris : les Belles lettres, 1993 [2e éd. revue et corrigée, 2003]  (ISBN 2-251-34443-8).
- Vol. 2, Le souper des cendres ; texte établi par Giovanni Aquilecchia ; notes de Giovanni Aquilecchia ; préface de Adi Ophir ; traduction par Yves Hersant. Paris : les Belles lettres, 1994 [2e éd. revue et corrigée, 2003]  (ISBN 2-251-34445-4). (1584). Ou Banquet des cendres. Défense du système de Copernic contre le géocentrisme.
- Vol. 3, De la cause, du principe et de l'un ; texte établi par Giovanni Aquilecchia ; introduction par Michele Ciliberto ; trad. Par Luc Hersant. Paris : les Belles lettres, 1996  (ISBN 2-251-33447-5). (1584). Critique des concepts clés de la physique et de la métaphysique d'Aristote ; interprétation de l'Âme du monde.
- Vol. 4, De l'infini, de l'univers et des mondes ; texte établi par Giovanni Aquilecchia ; notes de Jean Seidengart ; introd. de Miguel Ángel Granada ; trad. de Jean-Pierre Cavaillé. Paris : les Belles lettres, 1995  (ISBN 2-251-34446-2). (1584). Réfutation du traité Du ciel d'Aristote ; examen du concept d'infini.
- Vol. 5, Expulsion de la bête triomphante ; texte établi par Giovanni Aquilecchia ; notes de Maria Pia Ellero ; introd. de Nuccio Ordine ; traduction de Jean Balsamo. Paris : les Belles Lettres, 1999  (ISBN 2-251-34448-9).
- Vol. 6, Cabale du cheval pégaséen ; texte établi par Giovanni Aquilecchia ; préface et notes par Nicola Badaloni ; traduction de Tristan Dagron. Paris : les Belles Lettres, 1994  (ISBN 2-251-34444-6).
- Vol. 7, Des fureurs héroïques ; introduction et notes de Miguel Angel Granada ; traduction de Paul-Henri Michel revue par Yves Hersant. Paris : les Belles Lettres, 1999  (ISBN 2-251-34451-9).
- Vol. 8, Le procès ; texte et trad. par Luigi Firpo et Alain Philippe Segonds. Paris : les Belles Lettres, 2000  (ISBN 2-251-34452-7).
- Vol. 9, Per una bibliografia di Giordano Bruno, 1800-1999, par Maria Cristina Figorilli ; texte revu par Alain-Philippe Segonds. Paris, les Belles Lettres, 2003 (Œuvres complètes de Giordano Bruno ; 9)  (ISBN 2-251-34470-5).

## Postérité

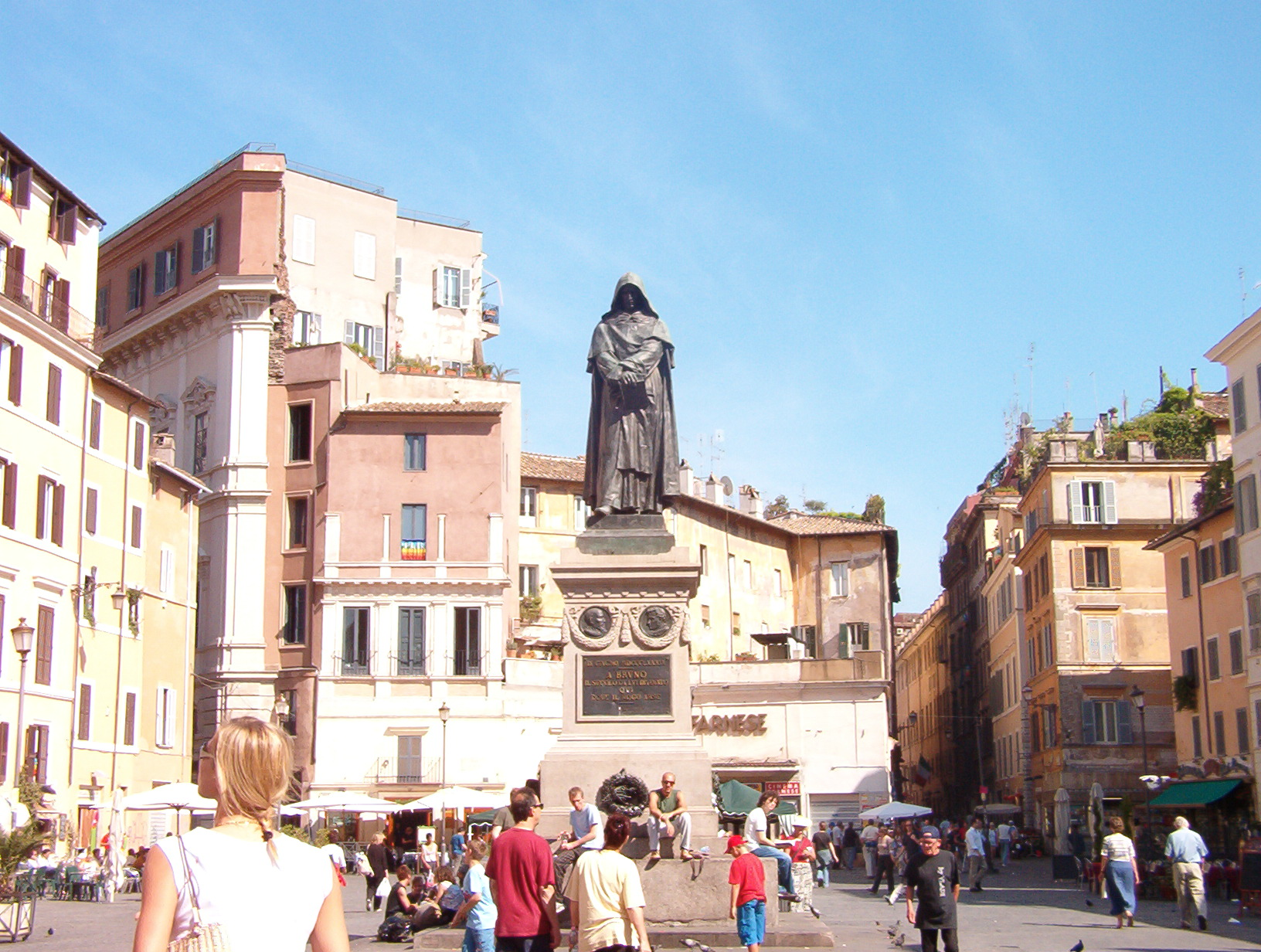
Statue de Giordano Bruno sur le lieu de son exécution, Campo de' Fiori à Rome.

### Filmographie

#### Cinéma
- 1973 : Giordano Bruno, film de Giuliano Montaldo, avec Gianmaria Volonte dans le rôle titre
- 2022 : Gianfranco Gallo joue son rôle dans Caravage.

### Statuaire
En 1889, une statue à l'effigie de Giordano Bruno, due au sculpteur Ettore Ferrari, est érigée au Campo de' Fiori, lieu de son supplice. Elle se trouve à deux pas du palais de la Chancellerie, qui abrite les services administratifs d'État du Vatican. L’initiative en revient à la municipalité de Rome, alors très anticléricale.
Chaque 17 février, une foule de sympathisants se réunit devant cette statue pour commémorer le supplice. Ce rassemblement ne s'est interrompu que sous le régime fasciste, qui l'avait interdit.
Le condamné est représenté revêtu de l'habit de frère dominicain, qui rendait valide son accusation comme hérétique et relaps aux yeux de l'Inquisition. Toutefois, il estimait avoir cessé d'être un religieux dès 1576 et avoir rejeté - ou interprété différemment - la doctrine chrétienne après 1584. Cette année-là, il publia en Angleterre L'Expulsion de la bête triomphante (Spaccio de la Bestia Trionfante). Dans cet ouvrage qu'il dédicaça au poète protestant Philip Sidney, il proposait un programme de réformation morale et critiquait le luthéranisme ainsi que la théologie chrétienne.

### Musique
- 2016 : Le 9e titre de l'album The Stage du groupe américain de heavy metal Avenged Sevenfold, Roman Sky, lui est dédié.

### Iconographie

#### Bande dessinée
- La mort de Giordano Bruno au bûcher apparaît sous forme de flash-back dans Le Caravage de Milo Manara en 2015.

### Éponyme
Le nom de Giordano Bruno a été donné à :
- une rue du 14e arrondissement de Paris ;
- une rue de Seraing (Belgique)[43] ;
- un cratère lunaire ;
- un astéroïde ;
- un pont enjambant le canal du Midi au niveau de l'Université de Toulouse.